# Thessalien (cheval)
Pour les articles homonymes, voir Thessalien.
Le Thessalien (grec moderne : thessalia) est une race de poneys originaire de Thessalie, en Grèce. D'origine ancienne, il a été croisé avec l'Arabe et le Lipizzan. C'est une race rare, avec moins de 1 000 individus recensés en 2017.

## Histoire
Il s'agit d'une race native de Grèce, dont les origines sont anciennes. La légende veut que Bucéphale, la monture d'Alexandre le Grand, ait été un Thessalien, ; d'après Bonnie Lou Hendricks, la race descendrait du cheval de Ferghana amené dans la région par Philippe II de Macédoine. Le Thessalien a longtemps fourni la cavalerie grecque, puis a été tenu pour éteint. Au début du XXe siècle, les sujets survivants sont de petite taille. Des croisements interviennent après la Seconde guerre mondiale, pour répondre à la demande en chevaux plus grands. Le Thessalien reçoit l'influence d'étalons importés, de race Arabe, Anglo-arabe, et Lipizzan. 
Le stud-book est créé en 1999. En 2003, la race est classée comme étant en danger d'extinction. En 2006, seuls 36 individus sont recensés.

## Description
Le Thessalien est l'une des races de chevaux de Grèce, mais aucun marqueur génétique spécifique ne la différencie spécifiquement des autres races grecques.
La base de données DAD-IS indique une taille moyenne de 1,35 m chez les juments et de 1,42 m chez les mâles, le guide Delachaux (2016) donne la même taille, tandis que CAB International fournit une fourchette de 1,35 m à 1,45 m.
Il présente le type du cheval oriental. La tête, assez grosse et de profil rectiligne, est dotée de grands yeux et de longues oreilles. L'encolure, large à sa base, rejoint un dos plutôt droit. La croupe est inclinée et plutôt musclée. Les jambes sont fines mais fortes, avec des canons courts. Les crins sont abondants. 
Les robes prédominantes sont le bai, le bai-brun, l'alezan et le gris.
Ces chevaux sont réputés intelligents et affectueux.

## Utilisations
La race est employée sous la selle, et à la traction légère,. Elle peut convenir à la randonnée équestre et à l'équitation de loisir en général, au bât et aux travaux agricoles. Certaines juments sont saillies par des baudets pour donner des mules.

## Diffusion de l'élevage
La race est indiquée comme rare sur la base de données DAD-IS (2018). En 2017, l'effectif enregistré est de 864 têtes. L'étude menée par l'université d'Uppsala, publiée en août 2010 pour la FAO, le signale comme une race locale européenne, dont le niveau de menace est inconnu.

## Dans la culture
Grâce à son association avec Bucéphale, le Thessalien constitue la plus célèbre des races de chevaux historiques de Grèce.